# Hielesköpfe
Als Hielesköpfe bezeichnet man den Punkt 2.055 m im Bettlerrücken, dem vom Kreuzeck nach Nordwesten ziehenden Rücken. Die Alpenvereinskarte verzeichnet den Namen Hilles Köpfle fälschlicherweise in der Nord-Seite des Kreuzecks.
Im Gegensatz zum Bettlerrücken sind die Hielesköpfe touristisch unbedeutend. Man überschreitet sie bei einer Ersteigung des Kreuzecks über den Bettlerrücken. Dieser Anstieg erfordert Trittsicherheit.